# Стражът на Рейн
„Стражът на Рейн“ (Die Wacht am Rhein) е много популярна немска патриотична песен, която в Германската империя от 1871 г. е имала неофициален статут на химн и е била изпълнявана на официални събития.
Възникването на песента е свързано с Рейнскта криза от 1840 г., при която френското правителство предявява несправидливи искания за Рейнската област като западна граница на Франция. Песента възниква като отговор на чуждестранната агресия и е изцяло свързана с идеята за защита на отечеството, което личи и от текста.

## Текст
Текстът е създаден от Макс Шнекенбургер през 1840 г. в Берн, като с първоначалната мелодия не добива популярност. Когато през 1854 г. е написана нова музика от Карл Вилхелм за сребърната сватба на Принц Вилхелм, по-късно германски император Вилхелм I, песента става много известна и се изпълнява често и до днес.

## Die Wacht am Rhein
1.
Es braust ein Ruf wie Donnerhall,
wie Schwertgeklirr und Wogenprall:
Zum Rhein, zum Rhein, zum deutschen Rhein!
Wer will des Stromes Hüter sein?
Припев
Lieb Vaterland magst ruhig sein,
lieb Vaterland magst ruhig sein:
Fest steht und treu die Wacht,
die Wacht am Rhein!
Fest steht und treu die Wacht,
die Wacht am Rhein!
2.
Durch Hunderttausend zuckt es schnell,
und aller Augen blitzen hell;
der Deutsche, bieder, fromm und stark,
beschützt die heil'ge Landesmark.
Припев
3.
Er blickt hinauf in Himmelsau'n,
wo Heldenväter niederschau'n,
und schwört mit stolzer Kampfeslust:
Du Rhein bleibst deutsch wie meine Brust!
Припев
4.
Solang ein Tropfen Blut noch glüht,
noch eine Faust den Degen zieht,
und noch ein Arm die Büchse spannt,
betritt kein Feind hier deinen Strand!
Припев
5.
Der Schwur erschallt, die Woge rinnt
die Fahnen flattern hoch im Wind:
Am Rhein, am Rhein, am deutschen Rhein
wir alle wollen Hüter sein.
Припев
Между 4 и 5 строфа понякога се пее следната строфа:
Und ob mein Herz im Tode bricht,
wirst du doch drum ein Welscher nicht.
Reich, wie an Wasser deine Flut,
ist Deutschland ja an Heldenblut!
През Първата световна война е била разпространена и тази 7 строфа:
So führe uns, du bist bewährt;
In Gottvertrau'n greif' zu dem Schwert,
Hoch Wilhelm! Nieder mit der Brut!
Und tilg' die Schmach mit Feindesblut!

### Превод на първата строфа
Звучи зов като гръмовен тътен,
като звън на мечове и трясък на вълни:
Към Рейн, към Рейн, към немски Рейн !
Кой ще бъде пазител на реката ?
Припев
Любимото отечество е спокойно,
Любимото отечество е спокойно:
Твърд и верен стои стражът на Рейн,
Стражът на Рейн !
Твърд и верен стои стражът на Рейн,
Стражът на Рейн !